# Xhavit Haliti

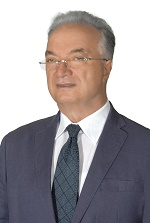
Haliti

Xhavit Haliti (geb. 8. März 1956 in Novosella, Peja, Kosovo, SFR Jugoslawien) ist ein kosovarischer Politiker und einer der Gründer der UÇK. Heute ist er Mitglied der Demokratischen Partei des Kosovo.

## Leben
Er war in politischer Haft und zog in die Schweiz. Von Zeit zu Zeit reiste Xhavit Haliti von der Schweiz nach Albanien. Dort fanden die Treffen mit den Führern der Guerillagruppe UÇK, albanischen Regierungsvertretern und ausländischen Diplomaten statt. Er hatte direkten und indirekten Kontakt mit Vorgesetzten der UÇK, vor allem mit deren Koordinator im Kosovo, Nait Hasani. Im Kosovo-Krieg unterstützte und koordinierte er die UÇK-Einheiten mit regelmäßiger Versorgung mit Rohstoffen. Auf der Konferenz von Rambouillet, Frankreich wurde er zu einem Mitglied der Delegation ernannt.